# Lista över Danmarks kyrko- och undervisningsministrar
Detta är en lista över Danmarks kyrko- och undervisningsministrar. De var minister vid Ministeriet for Kirke- og Undervisningsvæsenet (också känd som Kultusministeriet), vilket blev bildat 1848 och 1916 delades i Kirkeministeriet och Undervisningsministeriet.

## Lista över Danmarks kyrko- och undervisningsministrar
| Från              | Till              | Minister                                  |
| ----------------- | ----------------- | ----------------------------------------- |
| 22 mars 1848      | 15 november 1848  | Ditlev Gothard Monrad                     |
| 16 november 1848  | 7 december 1851   | Johan Nicolai Madvig                      |
| 7 december 1851   | 3 juni 1852       | Peter Georg Bang                          |
| 3 juni 1852       | 21 april 1853     | Carl Frederik Simony                      |
| 21 april 1853     | 12 december 1854  | Anders Sandøe Ørsted                      |
| 12 december 1854  | 6 maj 1859        | Carl Christian Hall                       |
| 6 maj 1859        | 2 december 1859   | Ditlev Gothard Monrad                     |
| 2 december 1859   | 24 februari 1860  | Vilhelm August Borgen                     |
| 24 februari 1860  | 31 december 1863  | Ditlev Gothard Monrad                     |
| 31 december 1863  | 11 juli 1864      | Christian Thorning Engelstoft             |
| 11 juli 1864      | 30 mars 1865      | Eugenius Sophus Ernst Heltzen             |
| 7 april 1865      | 6 november 1865   | Christian Jacob Cosmus Bræstrup           |
| 6 november 1865   | 4 september 1867  | Christian Peder Theodor Rosenørn-Teilmann |
| 4 september 1867  | 6 mars 1868       | Peter Christian Kierkegaard               |
| 6 mars 1868       | 15 mars 1868      | Christian Andreas Fonnesbech              |
| 15 mars 1868      | 22 september 1869 | Aleth Sophus Hansen                       |
| 22 september 1869 | 28 maj 1870       | Ernst Emil Rosenørn                       |
| 28 maj 1870       | 14 juli 1874      | Carl Christian Hall                       |
| 14 juli 1874      | 11 juni 1875      | Jens Jacob Asmussen Worsaae               |
| 11 juni 1875      | 24 augusti 1880   | Johan Christian Henrik Fischer            |
| 24 augusti 1880   | 6 juli 1891       | Jacob Frederik Scavenius                  |
| 10 juli 1891      | 7 augusti 1894    | August Hermann Ferdinand Carl Goos        |
| 7 augusti 1894    | 23 maj 1897       | Vilhelm Bardenfleth                       |
| 23 maj 1897       | 27 april 1900     | Hans Valdemar Sthyr                       |
| 27 april 1900     | 24 juli 1901      | Jens Jakobsen Kokholm Bjerre              |
| 24 juli 1901      | 14 januari 1905   | Jens Christian Christensen                |
| 14 januari 1905   | 28 oktober 1909   | Enevold Frederik Adolf Sørensen           |
| 28 oktober 1909   | 5 juli 1910       | Michael Cosmus Bornemann Nielsen          |
| 5 juli 1910       | 21 juni 1913      | Jacob Appel                               |
| 21 juni 1913      | 28 april 1916     | Søren Keiser-Nielsen                      |